# Amàlia Alegre Arnau
Amàlia Alegre Arnau   (Estivella, 1862 - Barcelona, novembre 1931) va ser una activista valenciana, que va comandar a Barcelona la revolta de les dones de 1918.

## Biografia
Va néixer al País Valencià i va residir a l'antic Districte V de Barcelona, que es correspon amb l'actual barri del Raval. Algunes fonts la citen com a militant del Partit Republicà Radical d'Alejandro Lerroux.
El matí del 10 de gener de 1918, davant de l'encariment del carbó, aliments i combustible, que posava en risc la subsistència de les famílies més humils durant l'hivern, va organitzar una mobilització popular penjant un cartell al carrer de l'Om, on vivia. La crida va reunir més de 400 persones -majoritàriament dones- que van marxar pacíficament cap a la seu del Govern Civil, doncs l'ens havia de vetllar per controlar la inflació dels productes de primera necessitat. Alegre va poder reunir-se amb el governador, Ramón Auñón, però no van arribar a cap acord.
Una tal Amàlia Alegre, que de molt mal humor estava,
un paper va escriure un dia,
dient al governador: volem menjar barato
i si això no logrem, algú pagará el pato!
Ai, ai, ai... Per les dones va ésser una mala setmana,
quan anaven pel carrer cridant
Ai, ai, ai... que tenim gana". 
Les protestes van anar a més, repetint la concentració aquella mateixa tarda i també els dies subsegüents. Les dones van impedir que els homes s'hi sumessin, i la vaga feminista va adquirir cada cop més violència, amb milers de manifestants als carrers. Es van apedregar locals d'oci freqüentats pels empresaris locals, als que titllaven d'especuladors; i van haver de tancar fàbriques i comerços, per por a ser vandalitzats. Amàlia Alegre va convocar una manifestació a la Plaça de Catalunya, que va atreure 5.000 persones, i que només acceptava la presència d'homes si anaven acreditats com a periodistes. El fenomen barcelonés es va reproduir a ciutats espanyoles com La Corunya, Alacant i Màlaga. 16 dies després d'iniciar-se el conflicte, les autoritats van decretar l'estat de guerra, ordenant la intervenció militar a la Rosa de Foc. Sufocada la revolta, el governador va ser destituït i es va aplicar un ferri control de preus.
Alegre també va ser coneguda pel suport a la lluita obrera, refugiant sindicalistes de la CNT pròfugs a casa seva.
El març de 2023, l'Ajuntament de Barcelona va inaugurar una placa commemorativa en record d'Amàlia Alegre. Se situa al carrer de l'Om núm. 31, on es trobava la casa de la valenciana i des d'on va iniciar-se aquella primera mobilització. A més, Alegre va ser una de les personalitats homenatjades pel consistori barceloní en la campanya Ciutat de Dones d'aquell mateix mes.